# Bastien Dechepy
Bastien Dechepy (Cormontreuil, 23 november 1995) is een Frans voetbalscheidsrechter. Hij is in dienst van FIFA en UEFA sinds 2018. Ook leidt hij sinds 2020 wedstrijden in de Ligue 1.
Op 13 september 2020 leidde Dechepy zijn eerste wedstrijd in de Franse nationale competitie. Tijdens het duel tussen Dijon FCO en Stade Brest (0–2) trok de leidsman eenmaal de gele en eenmaal de rode kaart. Zijn eerste interland floot hij op 21 maart 2018, toen Madagaskar met 0–0 gelijkspeelde tegen Togo. Tijdens deze wedstrijd hield Dechepy zijn kaarten op zak.

## Interlands
| Datum             | Plaats                        | Wedstrijd              | Uitslag | Competitie        | Kreeg geel | Kreeg voor de tweede keer geel en dus rood | Weggestuurd |
| ----------------- | ----------------------------- | ---------------------- | ------- | ----------------- | ---------- | ------------------------------------------ | ----------- |
| 21 maart 2018     | Saint-Leu-la-Forêt, Frankrijk | Madagaskar – Togo      | 0 – 0   | Vriendschappelijk | 0          | 0                                          | 0           |
| 7 juni 2019       | Bondoufle, Frankrijk          | Kenia – Madagaskar     | 1 – 0   | Vriendschappelijk | 0          | 0                                          | 0           |
| 24 september 2022 | Orléans, Frankrijk            | Bolivia – Senegal      | 0 – 2   | Vriendschappelijk | 1          | 0                                          | 0           |
| 8 juni 2024       | Palma, Spanje                 | Spanje – Noord-Ierland | 5 – 1   | Vriendschappelijk | 2          | 0                                          | 0           |

Laatste aanpassing op 27 juni 2024.